# Gordon Kew
Gordon Kew (Nunthorpe, 1930. június 4. – 2018. augusztus 23.) angol nemzetközi labdarúgó-játékvezető.

## Pályafutása

### Nemzeti játékvezetés
Apósa tanácsára tette le a játékvezetői vizsgát. 1960-1966 között partbírói szolgálatot végzett, 1966-ban lett a legfelső szintű labdarúgó-bajnokság játékvezetője. Az aktív nemzeti játékvezetéstől 1978-ban vonult vissza.

#### Nemzeti kupamérkőzések
Vezetett Kupa-döntők száma: 1.

##### FA Kupa
A FA Kupadöntőben első alkalommal 1971. május 8-án, a  Liverpool–Arsenal FC (1:2) összecsapást vezető Norman Burtenshaw bíró partbírójaként tevékenykedett.
| Időpont        | Helyszín                | Mérkőzés típusa | Mérkőzés                      | Eredmény | Nézők száma |
| -------------- | ----------------------- | --------------- | ----------------------------- | -------- | ----------- |
| 1974. május 4. | Wembley Stadion, London | döntő           | Liverpool–Newcastle United FC | 1 : 1    | 100 000     |

##### Liga Kupa
1977-ben a kupadöntő három mérkőzésből állt, mert az első kettő összecsapás döntetlen eredményt hozott. Mindhárom találkozó irányításával szolgálhatta az angol labdarúgást.
| Időpont           | Helyszín                         | Mérkőzés típusa          | Mérkőzés                  | Eredmény | Nézők száma |
| ----------------- | -------------------------------- | ------------------------ | ------------------------- | -------- | ----------- |
| 1977. március 12. | Wembley Stadion, London          | döntő                    | Aston Villa FC–Everton FC | 0 : 0    | 100 000     |
| 1977. március 16. | Helyi Stadion, Hillsborough      | döntő második találkozó  | Aston Villa FC–Everton FC | 1 : 1    | 55 000      |
| 1967. október 28. | Old Trafford Stadion, Manchester | döntő harmadik találkozó | Aston Villa FC–Everton FC | 3 : 2    | 54 749      |

### Nemzetközi játékvezetés
Az Angol labdarúgó-szövetség Játékvezető Bizottsága (JB) terjesztette fel nemzetközi játékvezetőnek, a Nemzetközi Labdarúgó-szövetség (FIFA) 1972-től tartotta nyilván bírói keretében. Több nemzetek közötti válogatott és klubmérkőzést vezetett. Az angol nemzetközi játékvezetők rangsorában, a világbajnokság-Európa-bajnokság sorrendjében többedmagával a 37. helyet foglalja el 1 találkozó szolgálatával. Az aktív nemzetközi játékvezetéstől 1972-ben búcsúzott.